# Jacobus Gallus
Jacobus Gallus (též latinsky Jacobus Gallus Carniolus, německy Jacob Handl či Jacob Handl-Gallus, slovinsky Jakob Petelin Kranjski, 3. července 1550 Ribnica – 18. července 1591 Praha) byl pozdně renesanční hudební skladatel slovinského původu, představitel protireformačního směru.

## Život a činnost

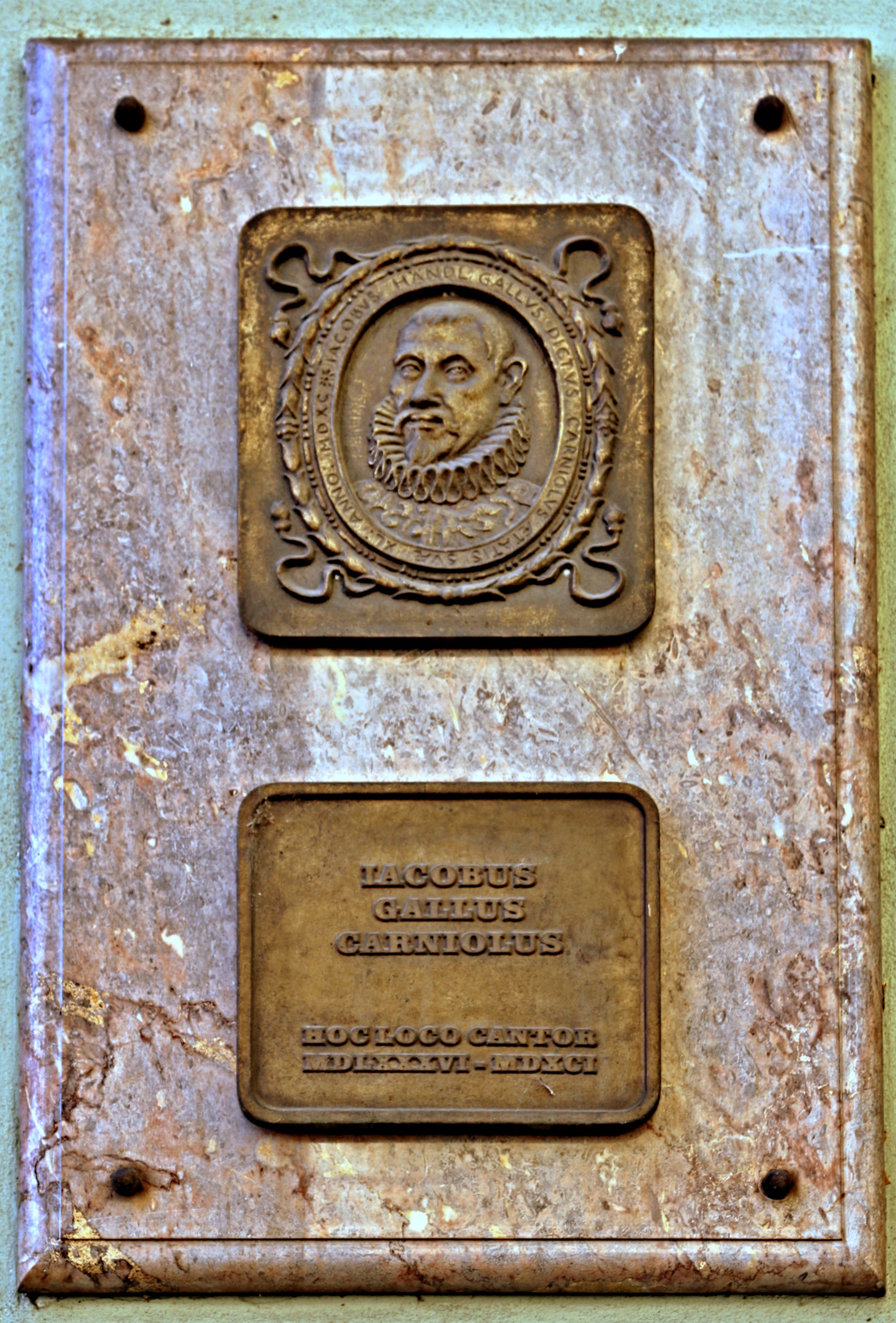
Pamětní deska na Anenském náměstí v Praze

Narodil se v Kraňsku, část dnešního Slovinska, jež se latinsky nazývá Carniola, odkud pochází jeho přízvisko „Carniolus“. Latinské příjmení Gallus (i německé Handl/Händl) zase odkazuje na jeho rodné příjmení Petelin – kohout.
Vzdělání získal v cisterciáckém klášteře Stična. Rodný kraj opustil mezi lety 1564 a 1566, a poté cestoval po Rakousích. Nějaký čas žil v dolnorakouském benediktinském opatství v Medlíku, v roce 1574 krátce působil v císařské dvorní kapele ve Vídni. Poté přesídlil do Olomouce, kde se stal biskupským kapelníkem (v letech 1579 nebo 1580 a 1585 ve službách Stanislava II. Pavlovského). Z jeho pobytu u biskupského dvora v Kroměříži se dochovalo několik skladeb, které jsou dnes uloženy v hudebním archivu Kroměřížského zámku.
Od roku 1586 až do konce svého života pak působil v Praze jako kantor a kapelník v kostele svatého Jana Křtitele na zábradlí.

Jacobus Gallus Carniolus zemřel 18. července 1591 v Praze. Na domě na nároží Anenského náměstí a ulice Na zábradlí je pamětní deska s jeho podobiznou a následujícím latinským nápisem: 
„IACOBUS GALLUS CARNIOLUS HOC LOCO CANTOR MDLXXXVI-MDXCI“

## Dílo

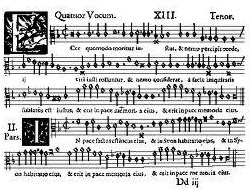
Tenorový part moteta Ecce quomodo moritur iustus.

Gallus byl plodným skladatelem, je autorem více než pěti set prokázaných skladeb. Tvořil ve smíšeném (eklektickém) stylu, v němž kombinoval vlivy pozdně renesanční franko-vlámské školy a benátské školy (užívání vícesborové techniky zvané coro spezzato), a užití starších technik spolu s moderními, a to v jak oblasti duchovní, tak světské vokální polyfonie. Jen zřídka používal techniku cantus firmus, základního nápěvu s dlouhými notovými hodnotami. Do hudebních děl vnášel básnickou invenci, hudebně melodické figury, neboť byl i talentovaným básníkem, překladatelem a upravovatelem cizích zdrojů. Ukázkou mistrovského propojování formálních struktur s obsahovými nápady, a tedy i senzitivity při hudebním vyjádření religiózního textu, může být jeho pětihlasé chromatické moteto Mirabile mysterium.
Naproti tomu jedna z jeho poměrně prostých skladeb Ecce quomodo moritur justus (Kniha Izajáš 57:1-2), byla dlouho používána v rámci katolické liturgie. Její motiv později použil Georg Friedrich Händel ve své pohřební písni The Ways of Zion Do Mourn, a píseň se stala oblíbeným smutečním motetem v protestantském prostředí.
Jeho nejvýznamnějším počinem je šestidílná sbírka 374 motet Opus musicum z roku 1587. Obsažené skladby mohly pokrýt potřeby celého liturgického roku. Moteta byla vytištěna v Praze v tiskárně Jiřího Nigrina, který rovněž opublikoval 16 z jeho 20 dochovaných mší.
Jeho světská tvorba, asi 100 krátkých skladeb, byla publikována ve sbírkách Harmoniae morales (Praha, 1589 a 1590) a Moralia (Norimberk, 1596). Některé z těchto děl byly madrigaly v latině, což je poměrně neobvyklý jazyk pro tuto hudební formu (většina madrigalů byla v italštině), dále pak písně v němčině, popř. rozličné drobné vokální skladby rovněž v latině.